# Froukje Wegman
Froukje Wegman (ur. 22 kwietnia 1979 w Goudzie) – holenderska wioślarka. Brązowa medalistka olimpijska z Aten.
Zawody w 2004 były jej jedynymi igrzyskami olimpijskimi. W stolicy Grecji medal zdobyła w ósemce. Brała udział w kilku edycjach mistrzostw i zawodów pucharu świata.